# The Breadwinner
The Breadwinner és una pel·lícula dramàtica d'animació per a adults de 2017 de l'estudi d'animació irlandès Cartoon Saloon dirigida per Nora Twomey i produïda executivament per Mimi Polk Gitlin i Angelina Jolie. Basada en la novel·la supervendes de Deborah Ellis, la pel·lícula va ser una coproducció internacional entre el Canadà, la República d'Irlanda i Luxemburg, i va tenir una estrena limitada el 17 de novembre de 2017.
La pel·lícula es va estrenar en el Festival Internacional de Cinema de Toronto de 2017 al setembre. The Breadwinner va rebre una nominació a la millor pel·lícula d'animació en la 90a edició dels premis de l'Acadèmia.

## Argument
Parvana és una noia que viu a la capital de l'Afganistan, Kabul, durant el règim talibà l'Emirat Islàmic de l'Afganistan (1996–2001). El seu pare ha estat detingut i la seva família s'ha quedat sense recursos. Llavors ella decideix tallar-se els cabells i vestir-se de noi per poder treballar, perquè les dones tenen prohibit sortir soles al carrer i guanyar-se la vida.